# 페이 더너웨이
도러시 페이 더너웨이(영어: Dorothy Faye Dunaway, 1941년 1월 14일 ~ )는 미국의 배우이다.

## 출연 작품

### 영화
- 삼총사 (1973)
- 타워링 (1974)
- 애리조나 드림 (1993)
- 내 이름은 던스턴 (1996)
- 잔 다르크 (1999)
- 바이 바이 맨 (2017) - 과부 레드먼드 역